# دی ارتسته
دی اِرتسته (آلمانی: Die Ärzte، به معنای پزشکان) گروه موسیقی آلمانی سبک پانک از برلین است. سه عضو آن شامل فارین اورلاوب نوازندهٔ گیتار، بلا بِ نوازندهٔ درام، و رودریگو گنزالز نوازندهٔ گیتار بیس است، که هر سهٔ آن‌ها در ساخت و اجرای ترانه‌ها نقش دارند. دی ارتسته شناخته‌شده‌ترین گروه پانک راک آلمان است و تاکنون ۱۳ آلبوم استودیویی منتشر کرده‌است.